# Nový Drahov
Nový Drahov (németül: Rohr) Třebeň településrésze Csehországban a Karlovy Vary-i kerület Chebi járásában. Központi községétől 1,5 km-re északnyugatra fekszik. A 2001-es népszámlálási adatok szerint 14 lakóháza és 24 lakosa van.

## Története
Írott források elsőként 1272-ben említik. 1869 és 1960 között önálló község volt, ezt követően Třebeň községhez, 1979-ben pedig Františkovy Lázně városhoz csatolták. Az 1990-es közigazgatási átszervezés óta ismét Třebeň községhez tartozik.

## Nevezetességek
- Népi építészete 1995 óta védelem alatt van.

## Képtár

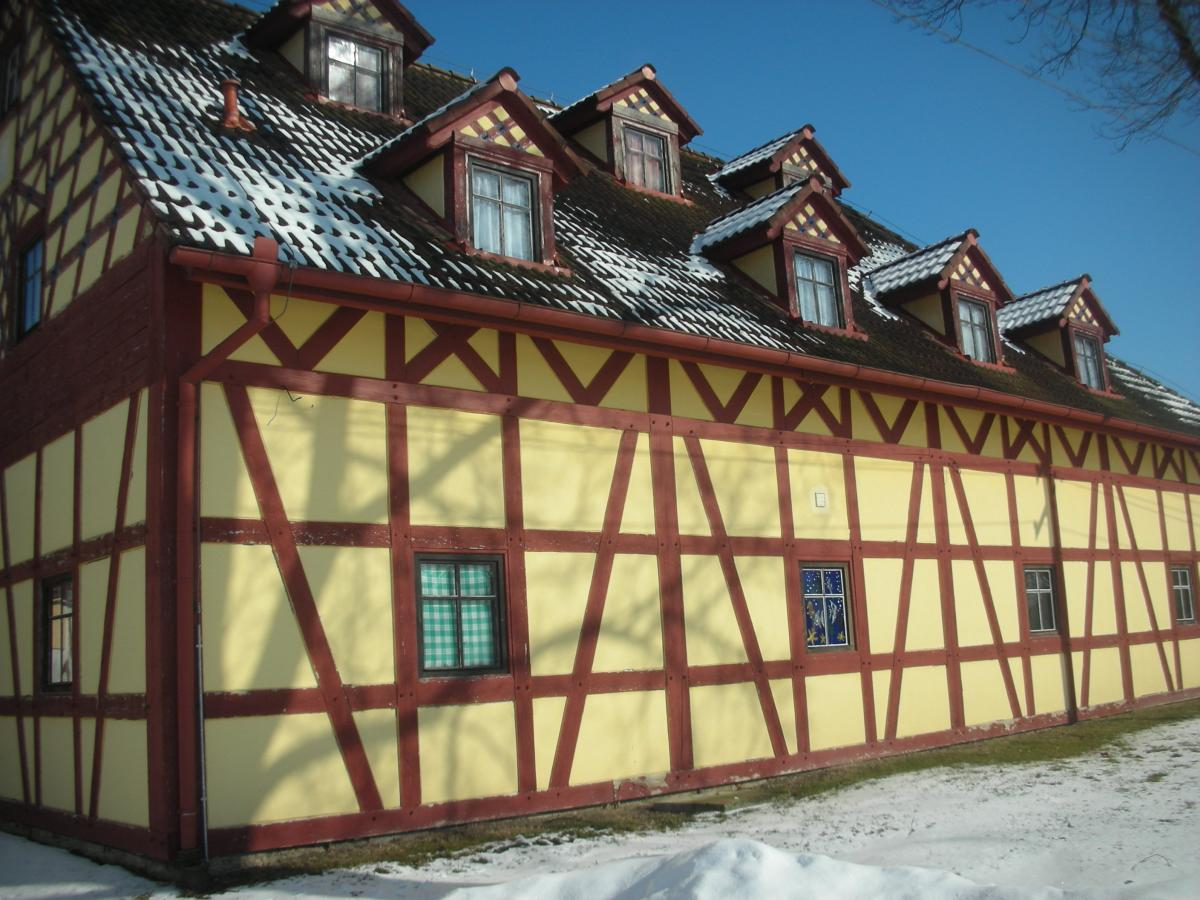
népi építészete
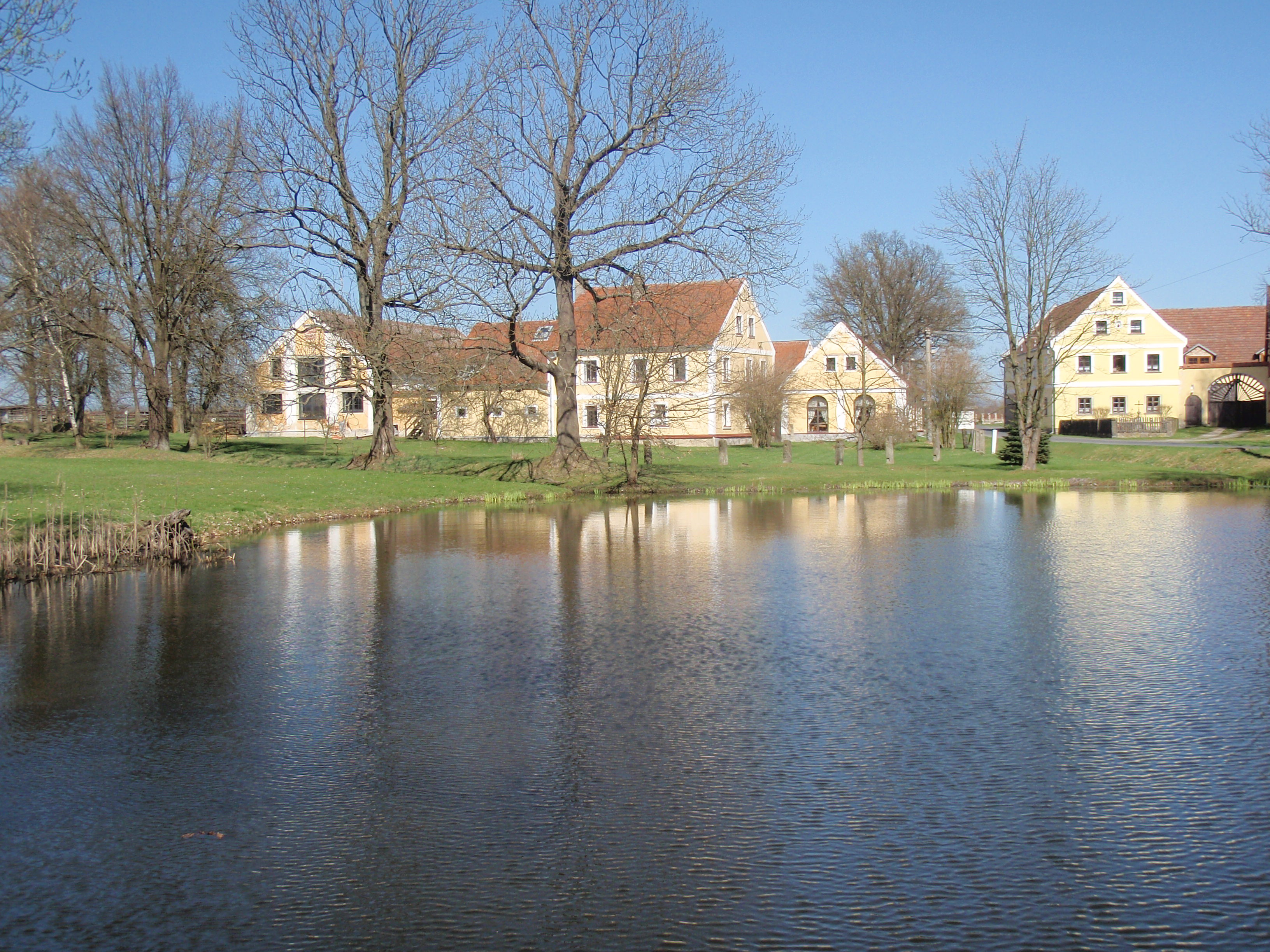
halastó